# Агіа-Тріада
35°03′33″ пн. ш. 24°47′34″ сх. д. / 35.05916667° пн. ш. 24.79277778° сх. д.
Агіа-Тріада (грец. Αγία Τριάδα) — давньогрецьке місто на острові Крит доби мінойської цивілізації, розташоване на відстані 4 км від Феста, у західній частині долини Месара.

## Опис
У Агіа-Тріаді немає палацового комплексу, типового для багатьох міст мінойського Криту. Однак місто було вельми процвітаючим, а також, як вважають дослідники, садиба одного з владик Криту. Після катастрофи, що призвела до загибелі мінойської цивілізації близько 1450 до н. е., Агіа-Тріада була відбудована наново і залишалася населеною до 2 ст. до н. е. Пізніше, за часів римського панування, тут була побудована вілла.
Поблизу прадавнього античного міста знаходяться дві церкви Святої Трійці й Святого Георгія, побудовані у венеціанський період, а також покинуте село Агіа-Тріада, зруйноване турками 1897 року.

## Археологія
Перші розкопки в Агіа-Тріаді були проведені знаменитим англійським археологом Артуром Евансом з 1900 по 1908 роки. З Евансом працювала група італійських фахівців — Федеріко Хальберр, Луїджі Перно, Луїджі Савіньйон, Роберто Парібені. Вони знайшли глиняний саркофаг, прикрашений сценами так званої «трапези мертвих» — мінойського поховального обряду. Агіа-Тріада має у своєму складі місто і мініатюрний «палац», прадавню дренажну систему, пов'язану з ними, а також ранньомінойські гробниці — толоси.
Розкопки в Агіа-Тріаді відкрили найбільше число табличок лінійного письма А серед всіх інших археологічних експедицій на Криті. Серед інших важливих знахідок: «Царський кубок», «Ваза з боксерами» і «Ваза з женцями». Знайдений в Агіа-Тріаді знаменитий глиняний саркофаг нині експонується в археологічному музеї Іракліону.